# 關山里 (高雄市)
關山里（大武壠語：Alikwan；臺灣客家語南四縣腔：guanˊ sanˊ liˊ），位於中華民國高雄市甲仙區東北部，因山地多而平原少，地勢險要，因而取名「關山」。本地居民主要為原住民族大武壠族，18 世紀初因受漢人及西拉雅族的進逼，最晚於 1744 年即從台南遷徙至此地，族人至今仍以舊稱阿里關稱之。本里轄有羌埔、溝仔尾、阿里關、內芹蕉、番仔寮、十八彎等，多數為大武壠族部落，也是焦吧年事件古戰場之一。
部分阿里關大武壠族人自於日治時期遭日人集團遷徙至今小林里一帶，成為後來之大武壠族部落小林村，兩部落族人至今仍有頻繁家族互動。

## 另見
- 小林村
- 大武壠族